# Brachycerus
Genre
Brachycerus est un genre de coléoptères appartenant à la famille des Curculionidae dont les larves vivent dans le sol, plutôt dans les prés de liliacées.

## Synonymes
- Brachicerus Latreille, 1828
- Brachycerinus Bovie, 1909
- Brachyceromorphus Bovie, 1909
- Brachyurus Germar, 1829
- Dyerocera Pascoe, 1887

## Description
Les espèces de ce genre ont un prothorax fort court avec des élytre presque ovales, chitineux et fortement sillonnés qui recouvrent l'abdomen. Le fond est de couleur noire. Les antennes sont petites et se trouvent de chaque côté du museau (ou rostre).

## Liste d'espèces
Selon Catalogue of Life (30 août 2014) :
- Brachycerus abbreviatus
- Brachycerus accola
- Brachycerus acerbus
- Brachycerus adustus
- Brachycerus advenus
- Brachycerus aegrotus
- Brachycerus aegyptiacus
- Brachycerus affaber
- Brachycerus affixus
- Brachycerus albarius
- Brachycerus albicollis
- Brachycerus albidentatus
- Brachycerus albofasciatus
- Brachycerus albotectus
- Brachycerus algirus
- Brachycerus alpinus
- Brachycerus amabilis
- Brachycerus amatongas
- Brachycerus ambulans
- Brachycerus amplexicollis
- Brachycerus anaglypticus
- Brachycerus angusticollis
- Brachycerus angustus
- Brachycerus annulatus
- Brachycerus apicatus
- Brachycerus approximans
- Brachycerus apterus
- Brachycerus arcanus
- Brachycerus areolatus
- Brachycerus argillaceus
- Brachycerus aridus
- Brachycerus armatus
- Brachycerus asper
- Brachycerus atlasicus
- Brachycerus atrox
- Brachycerus attenuatus
- Brachycerus auguris
- Brachycerus auritus
- Brachycerus australis
- Brachycerus axillaris
- Brachycerus baccatus
- Brachycerus balearicus
- Brachycerus barbarus
- Brachycerus bardus
- Brachycerus batrachus
- Brachycerus benignus
- Brachycerus besseri
- Brachycerus bicallosus
- Brachycerus bicornutus
- Brachycerus biglobatus
- Brachycerus bimaculatus
- Brachycerus boei
- Brachycerus boschimanus
- Brachycerus bottegi
- Brachycerus brachyceropsides
- Brachycerus brevicostatus
- Brachycerus brittoni
- Brachycerus buculus
- Brachycerus bufo
- Brachycerus bullatus
- Brachycerus caffer
- Brachycerus callosus
- Brachycerus canalicollis
- Brachycerus canalirostris
- Brachycerus cancellatus
- Brachycerus capensis
- Brachycerus caperans
- Brachycerus capitalis
- Brachycerus capito
- Brachycerus carbunculus
- Brachycerus carinula
- Brachycerus catenulatus
- Brachycerus caviceps
- Brachycerus cavifrons
- Brachycerus ceratus
- Brachycerus certus
- Brachycerus cervatus
- Brachycerus chevrolati
- Brachycerus cicatriculatus
- Brachycerus cincticollis
- Brachycerus cinctipes
- Brachycerus cinerarius
- Brachycerus cinereus
- Brachycerus cinnamomeus
- Brachycerus cirriferus
- Brachycerus cirrosus
- Brachycerus clathratus
- Brachycerus clitellatus
- Brachycerus coecus
- Brachycerus colasi
- Brachycerus collaris
- Brachycerus comatus
- Brachycerus comparabilis
- Brachycerus comtus
- Brachycerus concii
- Brachycerus condignus
- Brachycerus confragosus
- Brachycerus confusus
- Brachycerus congestus
- Brachycerus consimilis
- Brachycerus contextus
- Brachycerus contortus
- Brachycerus contractus
- Brachycerus controversus
- Brachycerus cordiger
- Brachycerus corniculatus
- Brachycerus cornifrons
- Brachycerus cornutus
- Brachycerus coronirostris
- Brachycerus corrosus
- Brachycerus costalis
- Brachycerus costatus
- Brachycerus crenatus
- Brachycerus cribrarius
- Brachycerus crispatirostris
- Brachycerus crispatus
- Brachycerus crispicularis
- Brachycerus cristatus
- Brachycerus curruca
- Brachycerus curtulus
- Brachycerus cylindripes
- Brachycerus damarensis
- Brachycerus deceptor
- Brachycerus densegranosus
- Brachycerus desertus
- Brachycerus detritus
- Brachycerus difficilis
- Brachycerus difformis
- Brachycerus discolor
- Brachycerus disjunctus
- Brachycerus dispar
- Brachycerus divergens
- Brachycerus dollmani
- Brachycerus dolosus
- Brachycerus dorsalis
- Brachycerus dorsomaculatus
- Brachycerus draco
- Brachycerus dregei
- Brachycerus dubius
- Brachycerus dumosus
- Brachycerus duplicatus
- Brachycerus ebullinus
- Brachycerus echinatus
- Brachycerus eckloni
- Brachycerus effertus
- Brachycerus egenus
- Brachycerus electilis
- Brachycerus elgonensis
- Brachycerus emeritus
- Brachycerus eminulus
- Brachycerus ephippiatus
- Brachycerus erinaceus
- Brachycerus eritius
- Brachycerus erosus
- Brachycerus errans
- Brachycerus estriatus
- Brachycerus europaeus
- Brachycerus europoeus
- Brachycerus excisus
- Brachycerus excursus
- Brachycerus exemptus
- Brachycerus exilis
- Brachycerus eximius
- Brachycerus facietatus
- Brachycerus fahraei
- Brachycerus farctus
- Brachycerus fascicularis
- Brachycerus fasciculosus
- Brachycerus fausti
- Brachycerus favillaceus
- Brachycerus ferox
- Brachycerus ferrugatus
- Brachycerus ferrugineus
- Brachycerus fimbriatus
- Brachycerus fischeri
- Brachycerus flavonotatus
- Brachycerus fluctiger
- Brachycerus formidulosus
- Brachycerus fortunatus
- Brachycerus fossulatus
- Brachycerus foveicollis
- Brachycerus foveifrons
- Brachycerus foveolatus
- Brachycerus frigidus
- Brachycerus frontalis
- Brachycerus fuliginosus
- Brachycerus fumigatus
- Brachycerus furcatus
- Brachycerus gandanus
- Brachycerus gemmatus
- Brachycerus gemmeus
- Brachycerus gemmiferus
- Brachycerus gemmosus
- Brachycerus germanus
- Brachycerus gibbosus
- Brachycerus glabratus
- Brachycerus glanduliferus
- Brachycerus glandulosus
- Brachycerus globiferus
- Brachycerus globosus
- Brachycerus granicollis
- Brachycerus granifer
- Brachycerus granirostris
- Brachycerus granosus
- Brachycerus granulatus
- Brachycerus gratulus
- Brachycerus gravis
- Brachycerus griseus
- Brachycerus gryphus
- Brachycerus guineensis
- Brachycerus gyllenhali
- Brachycerus haedus
- Brachycerus hartli
- Brachycerus herteli
- Brachycerus hessei
- Brachycerus hilaris
- Brachycerus hispanicus
- Brachycerus hispidus
- Brachycerus hofmanni
- Brachycerus honorabilis
- Brachycerus hosticus
- Brachycerus hottentottus
- Brachycerus humeralis
- Brachycerus hybridus
- Brachycerus hydropicus
- Brachycerus hypocritus
- Brachycerus hystrix
- Brachycerus ignavus
- Brachycerus imitator
- Brachycerus impendens
- Brachycerus impius
- Brachycerus impressicollis
- Brachycerus impressifrons
- Brachycerus imprudens
- Brachycerus inaequalis
- Brachycerus incanus
- Brachycerus incertus
- Brachycerus incommodus
- Brachycerus incultus
- Brachycerus inderiensis
- Brachycerus indutus
- Brachycerus infacetus
- Brachycerus infitialis
- Brachycerus ingratus
- Brachycerus inops
- Brachycerus inordinatus
- Brachycerus inquinatus
- Brachycerus insignis
- Brachycerus insperatus
- Brachycerus instabilis
- Brachycerus insularis
- Brachycerus intermedius
- Brachycerus interpositus
- Brachycerus interpunctatus
- Brachycerus interruptus
- Brachycerus interstitialis
- Brachycerus intutus
- Brachycerus inurbanus
- Brachycerus ixodicoides
- Brachycerus jucundus
- Brachycerus junix
- Brachycerus juvencus
- Brachycerus kabylianus
- Brachycerus karooensis
- Brachycerus kaszabi
- Brachycerus khoikhoianus
- Brachycerus kochi
- Brachycerus koebergensis
- Brachycerus koroquanus
- Brachycerus kumbanensis
- Brachycerus labeculatus
- Brachycerus labrusca
- Brachycerus lacordairei
- Brachycerus laevifrons
- Brachycerus lafertei
- Brachycerus lascivus
- Brachycerus lateralis
- Brachycerus lateritius
- Brachycerus latifrons
- Brachycerus latro
- Brachycerus laufferi
- Brachycerus lentus
- Brachycerus lepineyi
- Brachycerus leprosus
- Brachycerus levidipus
- Brachycerus libertinus
- Brachycerus limbatus
- Brachycerus lineata
- Brachycerus lineatus
- Brachycerus lituratus
- Brachycerus lividicollis
- Brachycerus lobaticollis
- Brachycerus loculosus
- Brachycerus lomii
- Brachycerus longirostris
- Brachycerus longiusculus
- Brachycerus longulus
- Brachycerus loquax
- Brachycerus luridus
- Brachycerus lusitanicus
- Brachycerus luteus
- Brachycerus lutosus
- Brachycerus lutulentus
- Brachycerus lyrae
- Brachycerus maculatus
- Brachycerus maculicollis
- Brachycerus maculipes
- Brachycerus maculosus
- Brachycerus madagascariensis
- Brachycerus madecassus
- Brachycerus magnificus
- Brachycerus malaisei
- Brachycerus mamillatus
- Brachycerus manifestus
- Brachycerus margaritaceus
- Brachycerus margaritifer
- Brachycerus marshalli
- Brachycerus mauritanicus
- Brachycerus meracus
- Brachycerus microps
- Brachycerus millepora
- Brachycerus milleporellus
- Brachycerus mingottii
- Brachycerus modestus
- Brachycerus modicus
- Brachycerus moerens
- Brachycerus moestus
- Brachycerus molestus
- Brachycerus mollis
- Brachycerus monachus
- Brachycerus morio
- Brachycerus morosus
- Brachycerus mouffleti
- Brachycerus muricatus
- Brachycerus murinus
- Brachycerus namanus
- Brachycerus namaqua
- Brachycerus nanus
- Brachycerus natalensis
- Brachycerus nebulosus
- Brachycerus nervosus
- Brachycerus nodiferus
- Brachycerus nodifrons
- Brachycerus nodipennis
- Brachycerus nodulosus
- Brachycerus normandi
- Brachycerus nubilus
- Brachycerus nudus
- Brachycerus nychthemerus
- Brachycerus obesus
- Brachycerus oblongus
- Brachycerus obtusa
- Brachycerus obtusus
- Brachycerus ocellatus
- Brachycerus ochreatus
- Brachycerus ochreosignatus
- Brachycerus oculatus
- Brachycerus olivieri
- Brachycerus omissa
- Brachycerus oniscus
- Brachycerus opacus
- Brachycerus opatrinus
- Brachycerus orbipennis
- Brachycerus ornatus
- Brachycerus ostentatus
- Brachycerus ovatus
- Brachycerus oxonchus
- Brachycerus pachydermus
- Brachycerus papei
- Brachycerus papillosus
- Brachycerus papulosus
- Brachycerus paradoxus
- Brachycerus parcus
- Brachycerus parens
- Brachycerus parilis
- Brachycerus peninsularis
- Brachycerus peregrinus
- Brachycerus perfossus
- Brachycerus perodiosus
- Brachycerus perplexus
- Brachycerus perrieri
- Brachycerus pertusus
- Brachycerus perversus
- Brachycerus petulcus
- Brachycerus phlyctaenoides
- Brachycerus phrygianus
- Brachycerus phrynopterus
- Brachycerus picturatus
- Brachycerus pictus
- Brachycerus piger
- Brachycerus pilifer
- Brachycerus pimelioides
- Brachycerus pisiferus
- Brachycerus planirostris
- Brachycerus planus
- Brachycerus plicatus
- Brachycerus pollinosus
- Brachycerus polymastulus
- Brachycerus polyophthalmus
- Brachycerus porcellus
- Brachycerus poricollis
- Brachycerus posticus
- Brachycerus pradieri
- Brachycerus praecursor
- Brachycerus praemorsus
- Brachycerus probus
- Brachycerus prodigus
- Brachycerus productus
- Brachycerus prolatus
- Brachycerus proletarius
- Brachycerus prolixus
- Brachycerus pseudocancellatus
- Brachycerus pseudoscutellatus
- Brachycerus pterygomalis
- Brachycerus puerilis
- Brachycerus pullatus
- Brachycerus pulverulentus
- Brachycerus pulverus
- Brachycerus pumilus
- Brachycerus punctulatus
- Brachycerus punicanus
- Brachycerus pusillus
- Brachycerus pusio
- Brachycerus pustulatus
- Brachycerus pustulosus
- Brachycerus pygmaeus
- Brachycerus quadrata
- Brachycerus quadratus
- Brachycerus quadrisulcatus
- Brachycerus racemus
- Brachycerus raffrayi
- Brachycerus ramosus
- Brachycerus rectecostatus
- Brachycerus rectinasus
- Brachycerus recurvus
- Brachycerus reflexus
- Brachycerus regius
- Brachycerus regularis
- Brachycerus reinhardti
- Brachycerus reticulatus
- Brachycerus reticulosus
- Brachycerus retusa
- Brachycerus retusus
- Brachycerus rhodesianus
- Brachycerus rigidus
- Brachycerus riguus
- Brachycerus rikatlensis
- Brachycerus rixator
- Brachycerus rostratus
- Brachycerus rothschildi
- Brachycerus rotundatus
- Brachycerus rotundicollis
- Brachycerus rubiginosus
- Brachycerus rudis
- Brachycerus rudolphi
- Brachycerus rufoverrucosus
- Brachycerus rugipes
- Brachycerus rugosus
- Brachycerus rugulosus
- Brachycerus rusticanus
- Brachycerus sacer
- Brachycerus saevus
- Brachycerus saginatus
- Brachycerus salamensis
- Brachycerus sardeus
- Brachycerus saxosus
- Brachycerus scaber
- Brachycerus scabiosus
- Brachycerus scabrosus
- Brachycerus scalaris
- Brachycerus scelestus
- Brachycerus schalowi
- Brachycerus schoenherri
- Brachycerus scoposus
- Brachycerus scrobicollis
- Brachycerus scrobiculatus
- Brachycerus scrobipennis
- Brachycerus scrobirostris
- Brachycerus scrupulosus
- Brachycerus sculpticollis
- Brachycerus sculpturatus
- Brachycerus scutellaris
- Brachycerus scutipennis
- Brachycerus scutirostris
- Brachycerus sefrensis
- Brachycerus semiaeneus
- Brachycerus semiocellatus
- Brachycerus semituberculatus
- Brachycerus sericeus
- Brachycerus seriedentatus
- Brachycerus serratus
- Brachycerus setiger
- Brachycerus setipennis
- Brachycerus setosus
- Brachycerus severus
- Brachycerus sibericus
- Brachycerus siculus
- Brachycerus sideratus
- Brachycerus signatus
- Brachycerus similis
- Brachycerus sinuatus
- Brachycerus socors
- Brachycerus sparrmani
- Brachycerus sparsipes
- Brachycerus speciosus
- Brachycerus spectrum
- Brachycerus spilopterus
- Brachycerus spinicollis
- Brachycerus spinifex
- Brachycerus spiniger
- Brachycerus spinipes
- Brachycerus spinirostris
- Brachycerus spissus
- Brachycerus spurcus
- Brachycerus squalidus
- Brachycerus squamosus
- Brachycerus stellaris
- Brachycerus stellatus
- Brachycerus stenoderus
- Brachycerus sterilis
- Brachycerus sticticus
- Brachycerus strumosus
- Brachycerus stygius
- Brachycerus subfasciatus
- Brachycerus sublaevis
- Brachycerus subvariolatus
- Brachycerus subverrucosus
- Brachycerus sulcaticeps
- Brachycerus sulcicollis
- Brachycerus sulcifrons
- Brachycerus sulphuratus
- Brachycerus superciliosus
- Brachycerus suspiciosus
- Brachycerus suturalis
- Brachycerus taeniatus
- Brachycerus tauricus
- Brachycerus tectus
- Brachycerus tenebrosus
- Brachycerus tergosignatus
- Brachycerus tessellatus
- Brachycerus tetanicus
- Brachycerus tetragona
- Brachycerus tetragonus
- Brachycerus texatus
- Brachycerus thunbergii
- Brachycerus tigripes
- Brachycerus torosus
- Brachycerus torridus
- Brachycerus torvus
- Brachycerus transversefoveatus
- Brachycerus transversus
- Brachycerus tremens
- Brachycerus trepidus
- Brachycerus trifoveatus
- Brachycerus tropicalis
- Brachycerus tuberculatus
- Brachycerus tuberculosus
- Brachycerus tuberosus
- Brachycerus turbatus
- Brachycerus turgidus
- Brachycerus turriferus
- Brachycerus tursio
- Brachycerus tutus
- Brachycerus ulcerosus
- Brachycerus umbrinus
- Brachycerus undatus
- Brachycerus ungulatus
- Brachycerus urens
- Brachycerus uva
- Brachycerus uvula
- Brachycerus vacca
- Brachycerus vagabundus
- Brachycerus valentulus
- Brachycerus validus
- Brachycerus variegatus
- Brachycerus variipictus
- Brachycerus variolosus
- Brachycerus varius
- Brachycerus velutinus
- Brachycerus ventralis
- Brachycerus venustus
- Brachycerus verecundus
- Brachycerus vermiculatus
- Brachycerus verrucifer
- Brachycerus verrucipennis
- Brachycerus verrucosiusculus
- Brachycerus verrucosus
- Brachycerus verruculatus
- Brachycerus verruculosus
- Brachycerus versicolor
- Brachycerus vespertilio
- Brachycerus vestitus
- Brachycerus vexator
- Brachycerus viduatus
- Brachycerus vigilans
- Brachycerus virgatus
- Brachycerus vitiosus
- Brachycerus vulsus
- Brachycerus wahlbergi
- Brachycerus westermanni
- Brachycerus zeyheri

Selon NCBI (30 août 2014) :
- Brachycerus lutosus
- Brachycerus muricatus
- Brachycerus undatus
- Brachysomus echinatus